# 폭스 툴킷

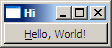

폭스 툴킷은 오픈 소스, 크로스 플랫폼, 위젯 툴킷으로 그래픽 사용자 인터페이스(GUI)를 만드는 라이브러리이다. 폭스는 Free Objects for X를 의미한다.
폭스 툴킷은 마이크로소프트 윈도우와 X 윈도 시스템(유닉스와 유닉스 계열 운영체제) 둘 다 적용이 가능한 내장된 윈도우 95 스타일의 테마가 특징이다.
폭스 툴킷은 GNU Lesser General Public License 하에서 릴리스되었다. Jeroen van der Zijp가 CFDRC에 소속되어 있을 때 그에 의해서 1997년부터 제작이 시작되었다. 그 이후로, Jeroen van der Zijp는 증가하는 유저 커뮤니티의 도움으로 코어 라이브러리를 유지하고 응용 프로그램들을 테스트했다.
폭스 툴킷은 C++로 제작이 되었고, 파이썬, 루비 (프로그래밍 언어), 에펠 언어로 바인딩되었다. 폭스 소스 코드 배포는 다양한 C++ 컴파일러(상업용 및 무료)에 의한 빌드를 지원한다.

## 같이 보기
- 위젯 툴킷
- Qt (툴킷) - KDE에 쓰이는 위젯 툴킷
- GTK+
- gtkmm
- FLTK
- Ultimate++
- wxWidgets
- VCF
- Juce
- TnFOX
- fpGUI